# Wajay
Wajay es un barrio (consejo popular) de la ciudad de La Habana, la capital de Cuba, perteneciente al municipio de Boyeros.

## Historia
Sus orígenes se remontan al período legado por los aborígenes de la región del Cacique Habaguanex, cuando los indios que poblaban la isla apodaban los húmedos terrenos llenos de grandes árboles, arroyos y lagunas con las expresiones: Guajay > Yubajay > Jubajay, territorios que formaran parte después de La Habana.
Este primer asentamiento se desarrolló producto del crecimiento agrario y campesino en un extenso humedal. En los primeros momentos de la colonización española se le concede la propiedad a Martín Recio de Oquendo el 29 de junio de 1575, lo que fuera en lo adelante el corral
de “Sacalohondo”.
En 1688, Diego Avelino de Compostela funda los “curatos del campo” y las parroquias de Santiago el Mayor y Señora de Candelaria. Su escritura inicial con letra -w- no se define hasta el año 1762, cuando se produce la toma de La Habana por los ingleses -6 de junio- y la influencia devenida de la lengua anglosajona marca su nuevo y posterior nombre “Wajay”.
A partir de 1764, se termina la iglesia del caserío en el terreno Don Dionisio de Berroa, pariente de Don Esteban, quien había dejado a sus hijos las tierras del corral de “Sacalohondo”. Momentos en que el “poblado” contaba con: 49 viviendas de guano, 20 construidas de ladrillos y piedras, arcilla y tejas; unas tabaquerías, una expendeduría y panadería distribuidas en tres calles con zanjas en las que corrían riveruelas que desembocaban en pequeños aliviaderos. 
Su renombre internacional se hace sentir, cuando el célebre naturalista alemán Alexander von Humboldt, (1767-1835) investigador que estudió el clima en “las Indias” -Cuba- y las corrientes marinas del Perú o Corriente de Humboldt, ¡citó en sus estudios al clima de La Habana!, en el que situaba al Wajay: “5 leguas marítimas de ciudad, sobre la llanura que se encontraba a 28 toesas de altura del nivel del mar, la temperatura media parcial en diciembre de 1795 era de 18,8 grados y en 1800 osciló entre 13,8 y 18,9”. 
En 1748 en el cafetal “Los Placeres”, Wajay, propiedad del catalán y Contador Mayor de Cuentas José Gelabert se plantaron los primeros cafetos de Cuba. Este hecho histórico, fue develado por el historiador del pueblo Gerardo Gandarilla (EPD) en la Casa de Cultura de Wajay, dejando sin efecto la tradición popular de que el “Cafetal La Aurora” fue el primero de Wajay y Cuba. Sin embargo, hay total acuerdo de que fue en Wajay en una propiedad de José Gelabert. 
El Ayuntamiento de La Habana , fundación de Marianao como municipio independiente se remonta a 1878, aunque desde 1870 fueron elevadas al Gobernador General de la Isla las demandas para obtener dicha proclamación. Esta fue alcanzada luego de terminar la Guerra de los Diez Años cuando surgen varias municipalidades bajo el amparo de la nueva Ley Municipal.
Se ha podido comprobar que Mayanabo fue un asiento de poblacional, por el hallazgo en 1914 de una pieza arqueológica en las cercanías del antiguo hipódromo. Estos Grupos prehispánicos formaban parte de los territorios del cacique Habaguanex y fueron recorridos por Narvy y Las Casas en 1514. A fines del siglo XVI y a lo largo del XVII se concedieron algunas mercedes de tierra para la cría de ganado.
El 13 de diciembre de 1720 se dan los primeros pasos que habían de conducir a la creación del más importante asentamiento poblacional del Mayanabo primitivo, pues ese día El Protector General de Indios, Cristóbal Zayas Bazán solicitó al Cabildo un terreno al cual llamaban "Quemados de Mayanabo" para que residieran en los pocos indios que quedaban. 
Cuna del café en Cuba cuya tradición se celebra cada año con el nombre de Fiesta del Café, una de las tradiciones más antiguas de la Capital, gran carnaval con desfiles de carrozas y comparsas además la tradicional Colada de Café Gigante colada que da inicio a los festejos cada noviembre. 
Formación del pueblo
Está situado en terreno llano y en un buen punto de comunicaciones. Su iglesia se construida de mampostería y teja en 1764 como auxiliar de la parroquia de Santiago de Las Vegas. También llamado Guajay y Ubajay.
Contaba este barrio con una población de 4,535 personas en 1943. Antiguamente fue partido de la jurisdicción de Santiago de las Vegas. Está a 11 kilómetros de la cabecera del Municipio y comprende el pueblo de Wajay, el desarrollo del poblado estuvo motivado en los primeros años por la introducción de las primeras plantas de café en Cuba así lo recoge la historia y se publica en el mundo: A Cuba llega en 1748. Lo trajo el contador mayor José Gelabert y siembra las primeras plantas en una finca de la localidad habanera del Wajay. El funcionario vino con aquellos primeros cafetos desde la Colonia francesa de Saint Domingue, aunque también se dice que la primera planta nos llegó procedente de Puerto Rico, en 1769, lo que al investigador Alejandro García Álvarez le parece poco probable. En muy poco tiempo su cultivo se extendió a otros lugares del occidente de la Isla como Guanajay y Artemisa.

## Ubicación
El consejo popular Wajay limita al oeste con el Municipio de Marianao, al sur con Rancho Boyeros al norte con Capdevila al este con Calabazar, esta Localidad incluye los poblados de Santa Cecilia, El Morado, El Chico Abel Santamaría, los Repartos Fontanar y el Reparto INAV el cual esta en franco proceso de crecimiento con la construcción de más de 148 edificios de 3 y 4 plantas.

## Demografía
Wajay tiene una población ascendente a 47,954 habitantes distribuidas en diferentes repartos, zonas suburbanas y rurales. La densidad de población ha alcanzado 1192 habitantes por kilómetro cuadrado, la mayor densidad está dada en los repartos Abel Santamaría y Wajay.

## Hidrografía
Carente de río propio aunque sus límites están bañados por el precario río Almendares si posee abundantes corrientes subterráneas como el caso de la llamada coscuyuela, una de las principales fuentes de abasto de agua de la ciudad la cual tributa al Acueducto de Palatino. 
Clima
Su clima es cálido y muy agradable. La temperatura alta promedio es de 29 °C y la baja promedio es de 19 °C es de significar que han existido temperaturas por debajo de 10 grados en algunas ocasiones. Las lluvias son abundantes durante casi todo el año siendo los meses comprendidos entre mayo y noviembre los de mayor precipitación.

## Recursos naturales
El Wajay es sitio eminentemente agrario abundante en vegetación y cultivos varios para el consumo de sus pobladores, abundan las palmeras y árboles frutales como el mango, aguacate, guayaba y otros.

## Industrias y Centros Laborales
En la localidad abundan las Unidades Militares de importancias del Ejército Occidental, además están enclavadas la Hilandería de Wajay, La Fábrica de Toallas, el Aeropuerto3 y Aeropuerto5, Refrigeración Caribe , la Planta de Hidroplas constructora de tuberías plásticas para los acueductos una de las dos con que cuenta el país , el matadero de cerdos la Empresa de Izaje Nacional y otras de menor envergadura que constituyen la vida económica de la localidad.

## Sociedad
| Salud     | En este consejo popular existe un Policlínico comunitario docente, dos Hogares Maternos y 43 Consultorios de médicos de familia, que cubren las necesidades médicas de la población, además consta con el Hospital de rehabilitación ortopédica Julito Díaz con carácter nacional un centro que reúne todas las condiciones técnicas y asistenciales para pacientes afectados en la rama ortopédica. |
| Educación | El consejo popular Wajay dispone de 6 Escuelas primarias y 2 Secundarias Básicas en la primera están matriculados más de 5730 niños en los diferentes niveles de la educación, la Educación primaria, y en la Secundaria Básica estudian 987 estudiantes, el consejo dispone también de una FOC con más de 1008 alumnos en los diferentes niveles, en nuestro consejo está enclavada la Escuela Especial República de Panamá una escuela para niños con problemas físicos-motores , se conoce que dicha escuela fue inaugurada por Fidel Castro y desde entonces más de 11 presidentes de países amigos la han visitado así como otras personalidades médicas de otras esferas.                                                       |
| Cultura   | En el Consejo Popular Wajay existe una casa de la cultura que rige todo el movimiento de aficionas de la localidad así como es la organizadora del evento cultural más importante del consejo y una de las más antiguas tradiciones de la Ciudad de La Habana las Fiestas el Café, todo un carnaval de actividades festejos y desfiles de carrosas y comparsa todas de la localidad, también dentro del movimiento de aficionados existen tres grupos de música campesina , un coro infantil y uno de adultos, una agrupación danzaría denominada Puro Café también en la actividad plástica se desarrolla un evento anual con calidad de concurso que promueve y da a conocer a artistas aficionados en esta manifestación cultural. |